# Wasserstraße 27 (Stralsund)

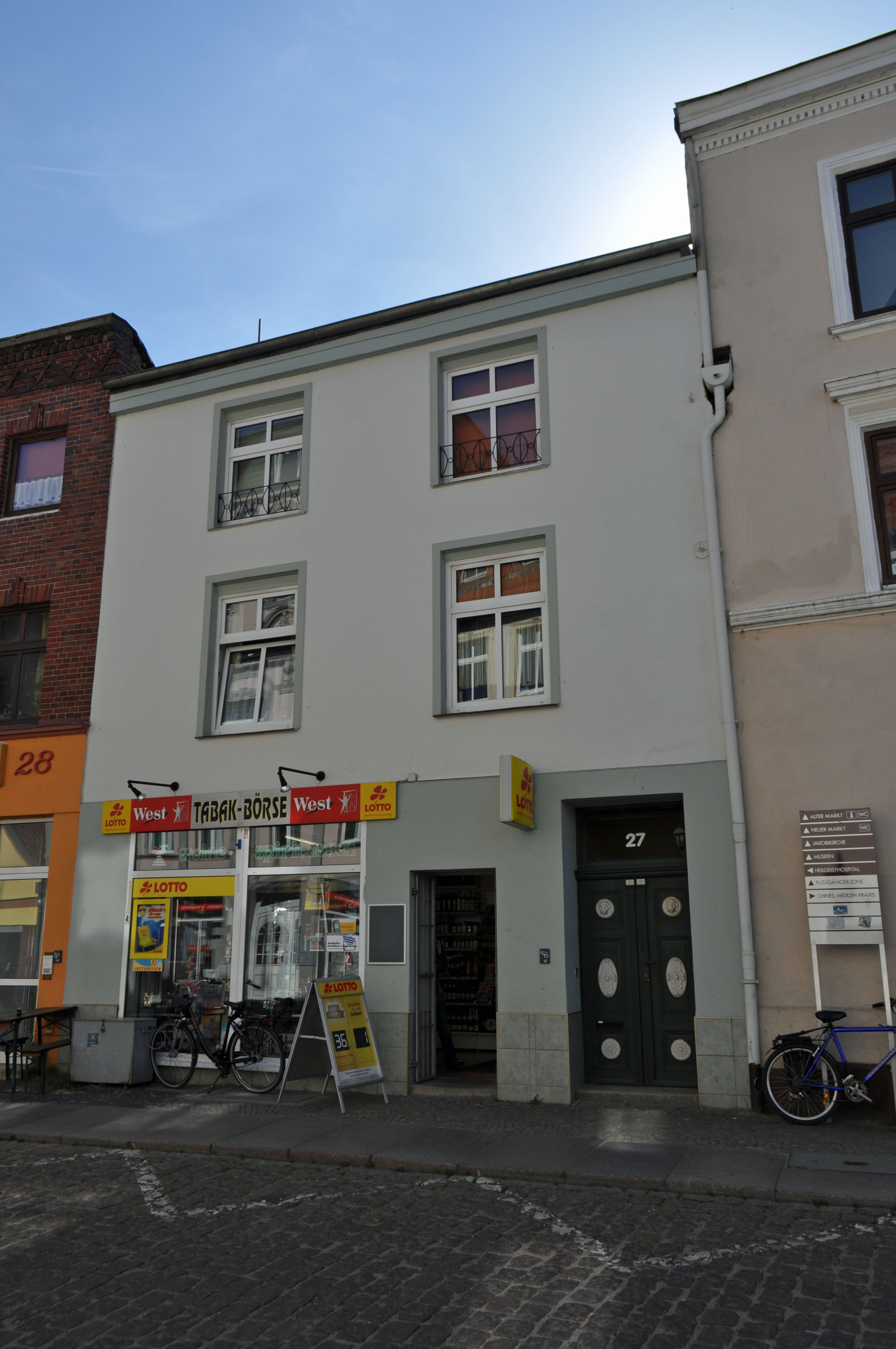
Das Haus Wasserstraße 27 in Stralsund (2012)

Das Gebäude mit der postalischen Adresse Wasserstraße 27 ist ein Haus in der Wasserstraße in Stralsund. Seine Haustür ist denkmalgeschützt.
Der dreigeschossige Putzbau wurde Anfang des 19. Jahrhunderts errichtet. Im Laufe der Zeit wurde der Bau stark verändert.
Die zweiflügelige Haustür vom Anfang des 19. Jahrhunderts weist in ihren Kassetten geschnitzte Löwenköpfe und Pflanzenmotive auf.
Das Haus liegt im Kerngebiet des von der UNESCO als Weltkulturerbe anerkannten Stadtgebietes des Kulturgutes „Historische Altstädte Stralsund und Wismar“. Seine Haustür ist in die Liste der Baudenkmale in Stralsund mit der Nummer 772 eingetragen.